# Delhemma
Delhemma ou Sirat Delhemma ("História da Senhora Delhemma") é uma obra épica popular da literatura árabe sobre as guerras bizantino-árabes do período omíada e início do período abássida. Segundo alguns autores teria sido publicada pela primeira vez cerca do ano 900 no Egito, mas as referências seguras mais antigas aos personagens surgem no século XII, também no Egito, e alguns dos eventos narrados ocorreram muito depois do século X.
A obra, cuja primeira edição moderna publicada no Cairo em 1909 tem 5 084 páginas, narra as aventuras e desventuras de uns quantos personagens, alguns inspirados em acontecimentos e figuras históricas, mas com muita fantasia, anacronismo e incorreções históricas à mistura, durante um período que vai do século VIII ao século XII ou XIII, apesar dos personagens principais — Delhemma (ou Amira Date Alhima), o seu filho e o herói Albatal  — terem vivido ao mesmo tempo.

## Títulos
A obra é conhecida por uma série de outros títulos, dos quais o mais antigo conhecido é “Sīrat al-Amīrah Dhāt al-Himmah wa-ibnihā ʻAbd al-Wahhāb”:
- Dalhama
- Dhū al-Himmah
- Dhāt al-Himmah
- Sīrat al-Amīrah Dhāt al-Himmah wa-waladihā ʻAbd al-Wahhāb
- Sīrat al-Mujāhidīn wa-Abṭāl al-Muwaḥḥidīn al-Amīrah Dhū al-Himmah wa-ʻAbd al-Wahhāb
- Sayyid al-Baṭṭāl
- Sīrat Ḏāt al-Himma wa-l-Baṭṭāl[4]
- Sīrat Delhemma[4]

A tradução do nome completo da obra, conforme a sua primeira edição moderna, publicada em 1909 no Cairo, é  "Sīrat al-amīra D̲h̲āt al-Himma wa-waladihā ʿAbd al-Wahhāb wa ’l-amīr Abū Muḥammad al-Baṭṭāl wa-ʿUḳba s̲h̲ayk̲h̲ al-ḍalāl wa-S̲h̲ūmadris al-muḥtāl" ("A Vida de Amira Date al-Hima, mãe de heróis do Islão, do seu filho Amir Abde Aluabe, de Amir Abu Maomé al-Batal, o mestre do erro Uqueba e do astuto Sumadris"). Delhemma significa "Date al-Hima" ("mulher com grande coração") e designa a protagonista principal da obra.

## Sinopse
Na edição de 1909 do Cairo, a história inclui 70 secções em sete volumes e 5 084 páginas. O tema da epopeia deriva da longa história de guerras entre Árabes e Bizantinos durante o califado omíada e início do califado abássida, até ao reinado de Aluatique (r. 841–847), com elementos de eventos posteriores, focados nas peripécias da rivalidade entre duas tribos árabes, os quilabitas, à qual pertencem os personagens principais, e os soleimitas.

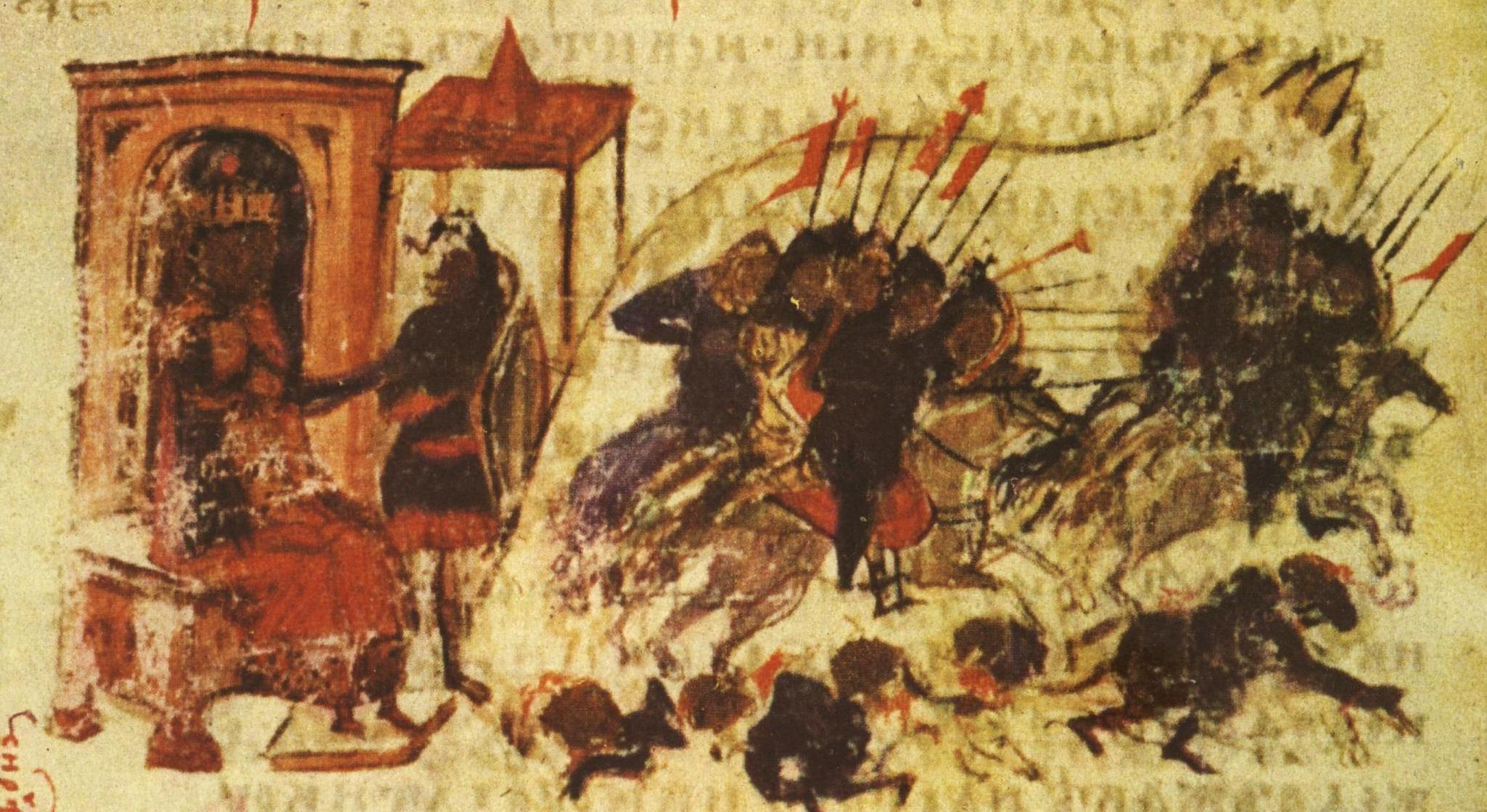
Ataque das tropas de Maslama durante o segundo cerco árabe a Constantinopla, numa tradução búlgara da Crónica de Constantino Manasses (século XII). O cerco é um dos eventos relatados no Delhemma

A obra começa com a história da rivalidade entre as duas tribos durante o início do período omíada, quando os soleimitas dominavam os quilabitas e prossegue até os quilabitas assumirem o comando e à participação do quilabita Sasa nas campanhas militares do príncipe omíada Maslama ibne Abedal Maleque contra os Bizantinos, incluindo o segundo cerco árabe a Constantinopla (717–718), as suas aventuras no deserto e a sua morte. A seguir, os filhos de Sasa, Zalim e Mazlum, disputam a herança do seu pai. A filha de Mazlum, Fátima, a heroína epónima da epopeia, é raptada pelos Banu Tai e durante o seu cativeiro torna-se uma valente guerreira, passando a ser chamada al-Dalhama. Este nome é possivelmente a forma feminina de dalham (lobo), mas é mais usual ser interpretado como uma corruptela do honorífico "Date al-Hima" ("mulher de nobres propósitos" ou "de grande coração"), que também aparece na história com outras variações, a mais comum delas Delhemma.
Durante a revolução abássida (c. 750), os soleimitas liderados por Abedalá ibne Maruane retomaram a liderança das tribos árabes devido a terem apoiado os Abássidas. Graças à intervenção de Delhemma, os quilabitas aceitaram essa mudança e juntamente com os soleimitas participaram na então reavivada guerra de fronteira com os Bizantinos. Os quilabitas estabeleceram-se na cidade de Malátia, enquanto que os soleimitas tomaram a fortaleza de Hisne Alcaucabe.
O primo de Delhemma, Alharite, filho de Zalim, logrou casar-se com ela graças a uma droga, e ela dá-lhe um filho, Abde Aluabe, o qual tem a pele negra. Quando este cresce, torna-se líder dos quilabitas e os seus feitos e da sua mãe na guerra contra o Império Bizantino são o tema principal da epopeia. Abde Aluabe é apoiado pelo astuto Albatal, que, embora sendo um soleimita, junta-se aos quilabitas, e enfrenta a oposição do resto dos soleimitas, incluindo o traiçoeiro cádi Uqueba, que se tinha convertido secretamente ao cristianismo, e do amir (emir) de Malátia, Amir ibne Abedalá (ou ibne Ubaide Alá, Ambros nas fontes bizantinas), que desconfia dos quilabitas apesar de dever a sua vida a Delhemma. Entretanto, o marido de Delhemma, al-Harite, junta-se aos Bizantinos com um bando de Árabes e converte-se ao cristianismo. Em contrapartida, os muçulmanos encontram aliados entre os Bizantinos, como os cripto-muçulmano Maris, chanceler do imperador, ou o senhor de uma fortaleza da fronteira, Ianis (João).
A epopeia segue os seus protagonistas numa série de campanhas militares e aventuras durante os reinados de Harune Arraxide (r. 786–809), Alamim (r. 809–813), Almamune (r. 813–833) e Almotácime (r. 833–842). Na parte final, a narrativa é dominada pela rivalidade entre os soleimitas e quilabitas, alimentada pela liderança pérfida dos quilabitas e à sua atividade de espionagem a favor dos Bizantinos. Os líderes dos quilabitas, entre os quais Delhemma e Abde Aluabe, são capturados várias vezes pelos Bizantinos e pelo califa abássida devido às intrigas de Uqueba, mas são sempre libertados após várias aventuras. Albatal desempenha um papel crucial de contraponto ao traidor Uqueba, com cada um deles procurando capturar e eliminar o outro. Albatal resolve várias vezes a situação com os seus feitos, que o levam à Europa Ocidental e ao Magrebe. Vários governantes bizantinos atacam e saqueiam sucessivamente Malátia, mas são repelidos ou derrotados pelas ações de Delhemma ou Abde Aluabe. Por outro lado, os quilabitas ajudam frequentemente os imperadores bizantinos a recuperarem a sua capital Constantinopla, de usurpadores ou de invasores ocidentais (Francos).

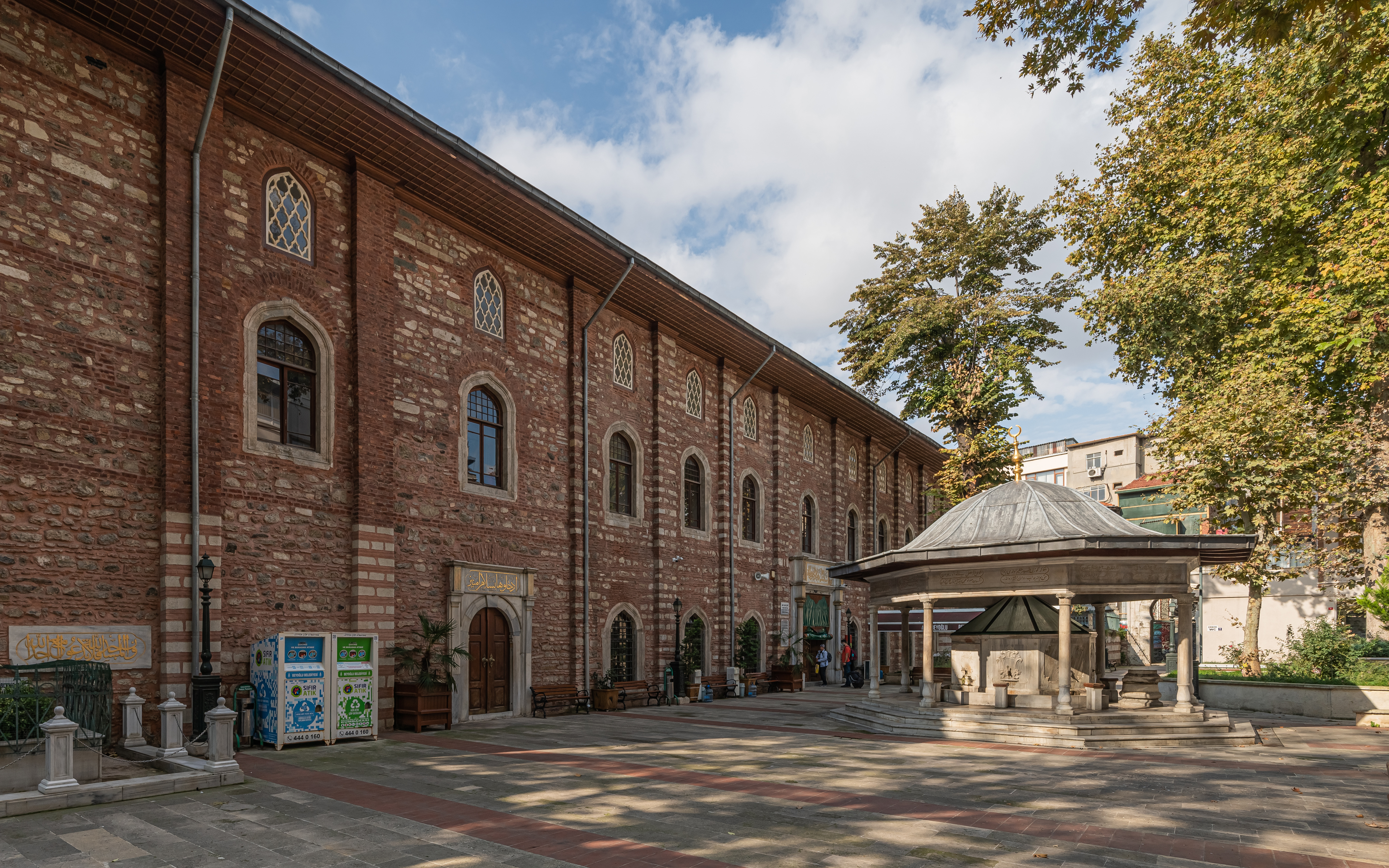
A Mesquita Árabe que, segundo a tradição otomana, teria sido construída por Maslama durante o cerco de 717–718. O edifício hoje existente, de estilo gótico, data de 1325 e foi um mosteiro católico dos dominicanos

Finalmente, a traição de Uqueba é desmascarada, e na última e mais longa parte da obra ele é perseguido pelo califa Almotácime e pelos heróis quilabitas ao longo de vários países "de Espanha ao Iémem", acabando por ser crucificado em frente a Constantinopla. No regresso, o exército muçulmano cai numa emboscada dos Bizantinos, e só 400 homens, entre os quais se encontram o califa, Albatal, Delhemma e Abde Aluabe, logram escapar, mas o amir Amir é morto. Em retaliação, o sucessor de Almotácime, Aluatique, lança uma campanha contra Constantinopla, onde instala um governador muçulmano e reconstrói a mesquita que tinha sido construída por Maslama e al-Sahsah. A narrativa prossegue com a descrição da morte de Delhemma e Abde Aluabe, bem como dos últimos dias de Albatal, que vive o tempo suficiente para testemunhar o reatamento dos ataques bizantinos mais tarde no mesmo século. Albatal morre em Ancira (atual Ancara), onde o seu túmulo permanece escondido até os Turcos chegarem e o descobrirem (noutras versões a descoberta é feita pelos Mamelucos).

## Análise

### Datação
Apesar das fontes em que o romance se baseia serem do século IX e anteriores, a referência segura mais antiga às histórias de Albatal e Delhemma surge no Egito, em meados do século XII, e é evidente que a generalidade da obra foi escrita como resposta ao impacto das Cruzadas. Contudo, Henri Grégoire sugere que pelo menos a base da história de Delhemma deve ter existido antes de c. 1000, pois é usada na epopeia análoga bizantina, a história de Digenis Acritas.

### Fontes da narrativa

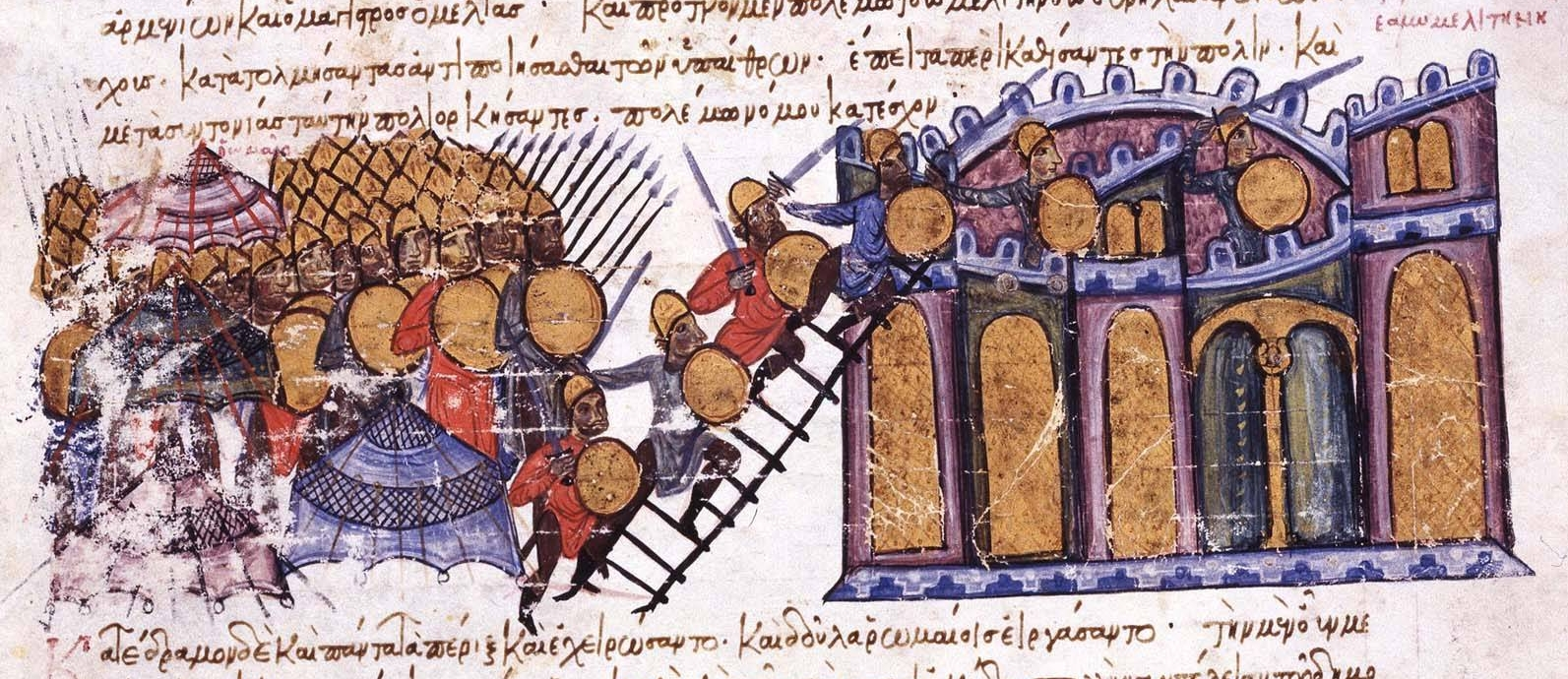
A conquista de Melitene (Malátia) aos Árabes em 934 pelo general bizantino João Curcuas, que no Delhemma aparece como Carcias. Iluminura do Escilitzes de Madrid

### Referências históricas

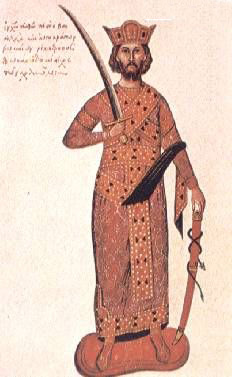
O general e depois imperador bizantino é provavelmente o personagem Takafur de Delhemma